# Latvajärvi (sjö i Finland, Norra Österbotten, lat 65,42, long 28,48)
Latvajärvi är en sjö i Finland. Den ligger i kommunen Taivalkoski i landskapet Norra Österbotten, i den nordöstra delen av landet, 600 km norr om huvudstaden Helsingfors. Latvajärvi ligger 230,9 meter över havet. Arean är 1,34 kvadratkilometer och strandlinjen är 12,08 kilometer lång. Sjön  ingår i Ijo älvs huvudavrinningsområde. 